# JP-7
JP-7 (Abk. für Jet Propellant 7, Spezifikation gemäß MIL-T-38219) ist ein Treibstoff für Luftfahrtanwendungen, der von der U.S. Air Force entwickelt wurde, um damit Flugzeuge zu betreiben, die sich aufgrund der Luftreibung erheblich erwärmen. Wesentliche Merkmale sind hoher Flammpunkt und hoher Siedepunkt. 

## Merkmale
JP-7 besteht im Wesentlichen aus hochsiedenden Alkanen und Cycloalkanen. Neben Kohlenwasserstoffen wurden auch Fluorcarbone (Sorte: PWA-536) mit 0,2–0,25 % zur Verbesserung der Schmierfähigkeit beigemischt. Dieser Zusatz erlaubte es auch, den Kraftstoff als Hydraulikflüssigkeit zu verwenden. Der Anteil von leichtflüchtigen Bestandteilen wie Aromaten, Benzol und Toluol beträgt maximal 5 %. Der Treibstoff ist praktisch frei von Schwefel-, Sauerstoff- und Stickstoffverunreinigungen.
| Parameter                        | Wert                  |
| -------------------------------- | --------------------- |
| Gefrierpunkt                     | −43,3 °C              |
| Flammpunkt                       | 60 °C                 |
| Siedebereich                     | 182 °C – 288 °C       |
| Dampfdruck (bei 149 °C / 260 °C) | 20,7 kPa / 331 kPa    |
| Viskosität (bei −40 °C)          | 8,0 mm2/s             |
| Dichte (bei 15 °C)               | 779 kg/m³ – 806 kg/m³ |
| Heizwert                         | 43,5 MJ/kg            |
| Wasserstoff (Massenanteil)       | 14,4 %                |

## Anwendung
Die Entwicklung dieses Kraftstoffes wurde nach einer Anfrage von Lockheed von James Harold Doolittle, der bei Shell arbeitete, initiiert. Zusammen mit Ashland, Monsanto und Pratt & Whitney führte die Entwicklung zunächst zu einem Treibstoff mit dem Namen LF-2A (Lockheed Lighter Fluid 2A), der von der USAF als PF-1 bezeichnet wurde. 1970 entstand daraus der weiterentwickelte JP-7-Kraftstoff.
Angewendet wurde der Kraftstoff lange Jahre ausschließlich bei der Lockheed SR-71. Das zu dieser Zeit einzige Triebwerk, das für diesen Kraftstoff ausgelegt wurde, war das Pratt & Whitney J58. Am 26. Mai 2010 flog zum ersten Mal die Boeing X-51 mit synthetisch hergestelltem JP-7. 
JP-7 lässt sich schlecht auf herkömmlichem Wege entzünden. Deswegen kam bei den Triebwerken J58 der SR-71 zum Zünden des Treibstoffs in der Brennkammer Triethylboran als chemischer Zünder zum Einsatz. Beim P&W Rocketdyne-SJY 61-2-Triebwerk der Boeing X-51 brennt zuerst Ethylen, dann wird die Verbrennung auf JP-7 umgestellt.